# Didier Hoyer
Didier Hoyer (n. 3 februarie 1961, Boulogne-sur-Mer, Nord, Franța) este un canoist ce a reprezentat Franța, medaliat olimpic. A participat la 3 ediții ale Jocurilor Olimpice (1984, 1988, 1992) în care a câștigat două medalii de bronz.